# Adele Leigh
Adele Leigh (Londra, 15 giugno 1928 – Vienna, 23 maggio 2004) è stata un soprano inglese.

## Biografia
Nata a Londra nel 1928, due anni dopo fu abbandonata dal padre e crebbe con la madre e i nonni materni, due ebrei polacchi. Dopo gli studi alla Royal Academy of Dramatic Art e alla Juilliard School di New York, Leigh tornò a Londra e fece il suo debutto alla Royal Opera House, in un allestimento di Boris Godunov in cui interpretava Xenia. A Covent Garden si rivelò un'apprezzata interprete di ruoli mozartiani: cominciò interpretando Barbarina ne Le nozze di Figaro, a cui presto aggiunse i ruoli di Cherubino e di Susanna. Nel 1951 fu Pamina ne Il flauto magico e durante le prove strinse un'amicizia con Maria Callas. All'epoca le opere messe in scena dalla Royal Opera House venivano cantate tutte in inglese e Leigh fu spezzo apprezzata per la sua dizione e per i suoi ruoli da soprano leggero e soubrette. Nel 1953 cantò il ruolo di Amore nella performance d'addio di Kathleen Ferrier in Orfeo ed Euridice, a cui seguì un'apprezzata interpretazione nel ruolo di Aennchen nell'opera Il franco cacciatore.
Sempre nel 1953 fu Sophie ne Il cavaliere della rosa a Covent Garden e nello stesso anno fu Manon Lescaut nell'opera di Jules Massenet. Nel 1955 fu Bella nella prima dell'opera di Michael Tippett The Midsummer Marriage, mentre nel 1956, dopo otto anni con la compagnia stabile della Royal Opera House, cantò Musetta ne La Bohème. Dopo la sua performance dell'eroina pucciniana, Leigh tornò a cantare a Covent Garden nel 1961, ancora una volta ne Il cavaliere della rosa, ma questa volta nel ruolo di Ottavia. Nel 1963 si trasferì a Vienna e si unì alla Volksoper, con cui restò a cantare in molteplici operette fino al 1972. Dopo un paio di anni di ritiro dalla scena, tornò a cantare nel 1974 quando fu Metelle ne La Vie Parisienne di Offenbach, mentre nel 1987 fece il suo debutto nel mondo del musical con Follies in scena nel West End londinese.

### Vita privata
Dopo un primo matrimonio con il basso-baritono James Pease, improvvisamente morto d'infarto, nel 1967 si risposò con Kurt Enderl, ambasciatore austriaco prima in Ungheria e poi a Londra.

## Repertorio (parziale)
| Ruolo                       | Titolo                  | Autore     |
| --------------------------- | ----------------------- | ---------- |
| Marzelline                  | Fidelio                 | Beethoven  |
| Dama di compagnia           | Gloriana                | Britten    |
| Amore                       | Orfeo ed Euridice       | Gluck      |
| Manon Lescaut               | Manon                   | Massenet   |
| Susanna Cherubino Barberina | Le nozze di Figaro      | Mozart     |
| Pamina                      | Il flauto magico        | Mozart     |
| Xenia                       | Boris Godunov           | Musorgskij |
| Musetta                     | La bohème               | Puccini    |
| Sophie Octavian             | Il cavaliere della rosa | Strauss    |
| Contessa Ceprano            | Rigoletto               | Verdi      |
| Aennchen                    | Il franco cacciatore    | Weber      |